# IEEE 2030
IEEE 2030은 전력계통(EPS)을 이용한 에너지 기술, 정보 기술 동작의 스마트 그리드 상호운용성과 최종 용도 응용 및 부하를 위한 드래프트 가이드를 개발하는 전기 전자 기술자 협회(IEEE)의 프로젝트이다. 

## 목표
이 프로젝트가 완성되면 P2030은 스마트 그리드 상호운용성을 위한 지침을 제공하게 된다.